# Billy Toffel
 Billy Toffel  (* 19. Juni 1916 als André-Robert Toffel in Lausanne; heimatberechtigt in La Roche FR und Pont-la-Ville FR) ist ein Schweizer Jazz- und Unterhaltungsmusiker (Gitarre, Gesang, Kontrabass) und Schauspieler.
Toffel wurde in Lausanne als Sohn des Célestin Toffel und der Blanche geb. Oberhänsli geboren. Er trat zunächst in Paris als Singer-Songwriter auf. Er sang dann Mitte der 1930er-Jahre im Orchester von Ray Ventura, bevor er ab 1936 zunächst in Berlin, dann in der Schweiz Mitglied von Teddy Stauffer und seinen Original-Teddies war. Auf mehreren Aufnahmen, die von 1937 bis 1939 entstanden, ist Toffel auch als Refrainsänger zu hören, u. a. mit den Cole-Porter-Titeln Who Knows? (Telefunken A2534) und Ridin’ High (A2199) sowie  Jeepers Creepers (A2896), Did I Remember (A2107), A Sailboat in the Moonlight (A2307), Slim Gaillards The Flat Foot Floogee (A2838) und dem damals populären Song Goody Goody (A2027) von Matty Malneck und Johnny Mercer. Stauffer ließ „Billy Toffel die Songs kühn auf Englisch vortragen, trotz der beiden Aufpasser, die das Propagandaministerium jeden Abend hinschickte“.
Toffel nahm außerdem mit Coleman Hawkins (1936 begleitet von The Berries um Ernest Berner), dem Orchester von Paul Misraki (Insensiblement, Polydor 560.005), Buddy Bertinat, Eddie Brunner, Bob Wagner und dem Jerry Thomas Swingtet auf. 1944 bis 1946 spielte er für Elite und Decca Records unter eigenem Namen mehrere französische Gesangstitel ein wie Ma Sérénade oder Hello, Baby, Mademoiselle, begleitet von Jack Trommer and His Orchestra bzw. von Tony Bell (Radio Geneve). Im Bereich des Jazz war er zwischen 1936 und 1949 an 111 Aufnahmesessions beteiligt. Um 1947 spielte er für Decca Records den Filmsong Tout le long des rues ein; 1948 nahm er mit Zarah Leander den Song Triste Serenade auf. 1949 trat er im New Yorker Cafe Wienecke auf, Mitte der 1960er-Jahre tourte er noch in Europa. Nach seiner Auswanderung nach Mexiko produzierte er dort u. a. Werbefilme, TV-Shows und Schallplatten. Er ist verheiratet und hat drei Söhne.